# Ida Sasko-Meiningenská
Ida Sasko-Meiningenská (25. června 1794 – 4. dubna 1852) byla německou princeznou z rodu Wettinů a sňatkem sasko-výmarsko-eisenašská princezna.

## Život
Ida se narodila 25. června 1794 v Meiningenu, Durynsku, jako dcera Jiřího I. Sasko-Meiningenského a Luisy Eleonory Hohenlohe-Langenburské. Od svého narození až do roku 1816 se titulovala Její Jasnost princezna Ida Sasko-Meiningenská, vévodkyně v Sasku. V roce 1844 rozhodl sněm Německého spolku udělit wettinským vévodským rodinám i rodům dalších panujících vévodům titul Výsost, ovšem Ida tento titul získala již roku 1816 sňatkem s princem velkovévodského rodu (velkovévodští princové získali tento titul po Vídeňském kongresu). Jejími sourozenci byli královna Adelheid, manželka Viléma IV. Britského, a Bernhard II. Sasko-Meiningenský, s nímž udržovala blízký vztah.
Ida se 30. května 1816 v Meiningenu provdala za Bernharda Sasko-Výmarsko-Eisenašského, který sloužil jako generál v Nizozemsku a ona ho v následujících letech následovala za jeho posádkami v různých městech; přes léto však žila v Liebensteinu a paláci Altenstein, kde také zůstala, když se její manžel vydal na cestu do Severní Ameriky. V roce 1830 se s dětmi zúčastnila korunovace své sestry Adelheid a švagra Viléma v Londýně, a od roku 1836 užívala Liebenstein jako své stálé letní sídlo. Díky své charitativní činnosti byla Ida mezi obyvatelstvem velmi oblíbená.
22. června 1850 se stala jednou z kmoter Artura Sasko-Koburského, třetího syna královny Viktorie a prince Alberta; nicméně protože nemohla být křtu fyzicky přítomna, zastoupila ji královnina matka, vévodkyně z Kentu.
Ida zemřela 4. dubna 1852 ve Výmaru na zápal plic. Její poslední slova byla: "Doufám, že dnes v noci budu spát dobře". Pohřbena byla ve Weimarer Fürstengruft (výmarské knížecí kryptě). V roce 1854 ji její bratr Bernhard II. nechal zhotovit pomník.

## Potomci
- 1. Luisa Vilemína Adelaida (31. 3. 1817 Gent – 11. 7. 1832 Windsor)[2]
- 2. Vilém Karel (25. 6. 1819 Gent – 22. 5. 1839 Nijmegen), svobodný a bezdětný[3]
- 3. Amálie Augusta Cecílie (30. 5. 1822 Gent – 16. 6. 1822 tamtéž)[4]
- 4. Vilém Augustus Eduard (11. 10. 1823 Londýn – 16. 11. 1902 tamtéž), pohřben soolečně s manželkou v Chichesterské katedrále[5]
⚭ 1851 Eduarda Sasko-Výmarská (Augusta Kateřina Gordon-Lennoxová; 14. 1. 1827 Chichester – 3. 4. 1904 Londýn)[6]
- 5. Heřman Bernhard Jiří (4. 8. 1825 Bad Liebenstein – 31. 8. 1901 Berchtesgaden)[7]
⚭ 1851 Augusta Württemberská (4. 10. 1826 Stuttgart – 3. 12. 1898 tamtéž)[8]
- 6. Fridrich Gustav Karel (28. 6. 1827 Gent – 6. 1. 1892 Vídeň)[9]
⚭ 1870 Perina Marcocchia von Marcaini (14. 5. 1845 Slano – 22. 4. 1879 Vídeň), morganatické manželství, roku 1872 obdržela titul baronky z Neupergu[10]
- 7. Anna Amálie Marie (9. 9. 1828 Gent – 14. 7. 1864 Kamp-Bornhofen), svobodná a bezdětná[11]
- 8. Amálie (20. 5. 1830 Gent – 1. 5. 1872 Walferdange), pohřbena po boku svého manžela v Kostele Panny Marie a svaté Uršuly v Delftu[12]
⚭ 1853 Hendrik Nizozemský (13. 6. 1820 Baarn – 13. 1. 1879 Walferdange), princ Oranžsko-Nasavský[13]